# یوری تسیتسینف
یوری تسیتسینف (انگلیسی: Yuri Tsitsinov; ۲۴ اوت ۱۹۳۷ – ۱ ژانویهٔ ۱۹۹۴) بازیکن هاکی روی یخ اهل اتحاد جماهیر شوروی سوسیالیستی بود.